# Foote Field
Le Foote Field est un stade multifonctions d’Edmonton au Canada qui appartient à l’université de l’Alberta et construit pour les Championnats du monde d’athlétisme de 2001.
Il porte le nom d’Eldon Foote, un philanthrope, un ancien athlète et ancien étudiant de l’université qui a donné 2 millions de dollars pour le construire.
Les Championnats panaméricains juniors d'athlétisme 2015 s’y déroulèrent.